# Гладенко Олександр Віталійович
Олександр Віталійович Гладенко (нар. 3 грудня 1991, Бердянськ) — український волейболіст (центральний блокувальник). Гравець збірної України.

## Життєпис
Народжений 3 грудня 1993 року в Бердянську.
Ігрову кар'єру розпочав в чернігівському «Буревіснику» в 2010 році, провів 6 сезонів. В 2016 підписав контракт з львівським «Барком-Кажанами». 
Влітку 2020 року перейшов до складу чеської команди «Пржибрам». 
Влітку 2021 року поповнив склад СК «Прометей», якому допоміг двічі стати чемпіоном країни. З серпня 2024 року клуб припинив своє існування. 
В 2024 році став гравцем «Житичі-Полісся». 

### Збірній
У складі студентської збірної України — півфіналіст Універсіади 2017.
В 2019 отримав виклик в збірну України. 

## Досягнення

### Клубні
Україна 
- Чемпіон України (3):  2018-2019, 2022–2023, 2023–2024.
- Срібний призер України: 2016-2017.
- Бронзовий призер України: 2021-2022.
- Переможець Кубка України (2): 2016-2017, 2018-2019.
- Фіналіст Кубка України (2): 2022-2023, 2023-2024.
- Переможець Суперкубка України (3): 2016, 2018, 2019.
- Фіналіст Суперкубка України (2): 2023, 2024.